# Manuel Eduardo Álvarez
Manuel Eduardo Álvarez (Córdoba, 13 de octubre de 1810 - Guandacol, 24 de agosto de 1878) fue un sacerdote católico argentino que ejerció como obispo de Córdoba entre 1875 y su fallecimiento.

## Biografía
Hijo de Francisca Carlota de las Casas Pabón y de Francisco Javier Álvarez, era hermano de José Francisco y de Juan Antonio Álvarez, que llegarían a ser gobernadores de la provincia de Córdoba en 1840 y en 1871. Fue ordenado presbítero en 1833 y se incorporó al clero de la Catedral de Córdoba, hasta ser expulsado en 1841, debido a la participación de su hermano mayor en la Coalición del Norte. Trasladado a Buenos Aires, se doctoró en teología en la Universidad porteña. Posteriormente regresó a su provincia natal.
Fue nombrado obispo de la diócesis de Córdoba en 1876, y consagrado por el obispo de Buenos Aires, Aneiros. Inició su gestión en los últimos meses del mandato de su hermano Juan Antonio como gobernador de Córdoba, y durante la misma se inició, sin alcanzar los ribetes escandalosos a que llegaría años más tarde, el conflicto que llevaría a la ruptura entre la Iglesia católica y el estado nacional en la década siguiente; con la oposición de los líderes católicos y del obispo, el estado abrió varias escuelas laicas, ocupando los cargos de maestras con jóvenes estadounidenses protestantes.
En 1877 realizó un sínodo de todos los prelados de su diócesis, algo que debería haber sido habitual pero que fue el único sínodo diocesano del siglo XIX en la Argentina. Durante el mismo se discutieron las cuestiones netamente pastorales y de organización de la diócesis, dando cuenta de las dificultades de una diócesis con un clero escaso y una población en rápido crecimiento. También se decidió que en las iglesias sólo fueran sepultados los prelados y monjas.
Recorrió el interior de su diócesis, inaugurando la parroquia de San Francisco de Río Cuarto y la de Anillaco, esta última trasladada desde el pueblo de Anjullón.
Falleció de un infarto el 24 de agosto de 1878  en las cercanías del pueblo riojano de Guandacol, donde había llegado en visita pastoral.